# Futuro Perfecto (álbum)
Futuro Perfecto es un disco recopilatorio del grupo musical Aviador Dro editado en el año 2019, con el que celebran el 40 aniversario del grupo. El autor de la totalidad de los temas es Servando Carballar y el diseño de la portada es obra de Manuel Guío, alias Placa Tumbler (antiguo miembro de la banda). Asimismo las ilustraciones en el interior de la carpeta y en el libreto son de Federico Guzmán y están extraídas del "Libro para colorear del AVIADOR DRO", obra inédita realizada en 1983.
El disco se dio a conocer de forma oficial el 29 de octubre de 2019 y se publicó comercialmente el 29 de noviembre. El álbum (editado en formato CD, vinilo y digital) contiene nuevas grabaciones de los clásicos de su repertorio. Algunos de ellos (marcados con la A de Alpha) han sido producidos por David Kano (Cycle) e incluye colaboraciones de Guille Mostaza (Baila la guerra), Xoel López (Selector de frecuencias) y Olaya Pedrayes del grupo Axolotes Mexicanos (Programa en espiral). El resto del disco (marcados con la Ω de Omega) se completa con grabaciones recientes, registradas en directo en el estudio con los instrumentos analógicos con los que el Aviador Dro inició su carrera musical.

## Lista de canciones
| Título                                   | Referencia | Duración |
| ---------------------------------------- | ---------- | -------- |
| Amor industrial 4.0                      | Alpha (A)  | 3:52     |
| Selector de frecuencias 4.0 + Xoel López | Alpha (A)  | 5:35     |
| Programa en espiral 4.0 + Olaya Pedrayes | Alpha (A)  | 3:56     |
| La TV es nutritiva 4.0                   | Alpha (A)  | 4:18     |
| Baila la guerra 4.0 + Guille Mostaza     | Alpha (A)  | 4:23     |
| La chica de plexiglás 2019               | Omega (Ω)  | 1:59     |
| Láser 2019                               | Omega (Ω)  | 2:47     |
| Obsesión 2019                            | Omega (Ω)  | 3:47     |
| Hazme tu androide 2019                   | Omega (Ω)  | 2:10     |
| Nuclear sí, por supuesto 2019            | Omega (Ω)  | 2:34     |